# Блатниця (Хорватія)
45°50′ пн. ш. 16°45′ сх. д. / 45.83° пн. ш. 16.75° сх. д.
Блатниця (хорв. Blatnica) — населений пункт у Хорватії, у Б'єловарсько-Білогорській жупанії у складі громади Штефанє.

## Населення
Населення за даними перепису 2011 року становило 130 осіб.
Динаміка чисельності населення поселення: